# Festa de l'Arròs
La Festa de l'Arròs és una tradició que a Bagà ja fa més de set-cents anys que se celebra, anomenada també a "Àpat dels pobres", que abans sempre es cuinava el diumenge de carnestoltes.
El matí d'aquest dia, en la històrica plaça Porxada del municipi, els cuiners cuinen els ingredients dins d'una enorme paella de quasi 3 m de diàmetre, en la qual s'hi remena amb rems de fusta, i s'hi prepara un arròs per a més de 2.000 persones.